# NGC 7731
NGC 7731 је спирална галаксија у сазвежђу Рибе која се налази на NGC листи објеката дубоког неба.
Деклинација објекта је + 3° 44' 26" а ректасцензија 23h 41m 29,0s. Привидна величина (магнитуда) објекта NGC 7731 износи 13,2 а фотографска магнитуда 14,1. Налази се на удаљености од 36,8000 милиона парсека од Сунца. NGC 7731 је још познат и под ознакама UGC 12737, MCG 0-60-34, CGCG 381-25, IRAS 23390+0326, KCPG 590A, NPM1G +03.0626, Z 2339.0+0328, PGC 72128.